# Cepelare

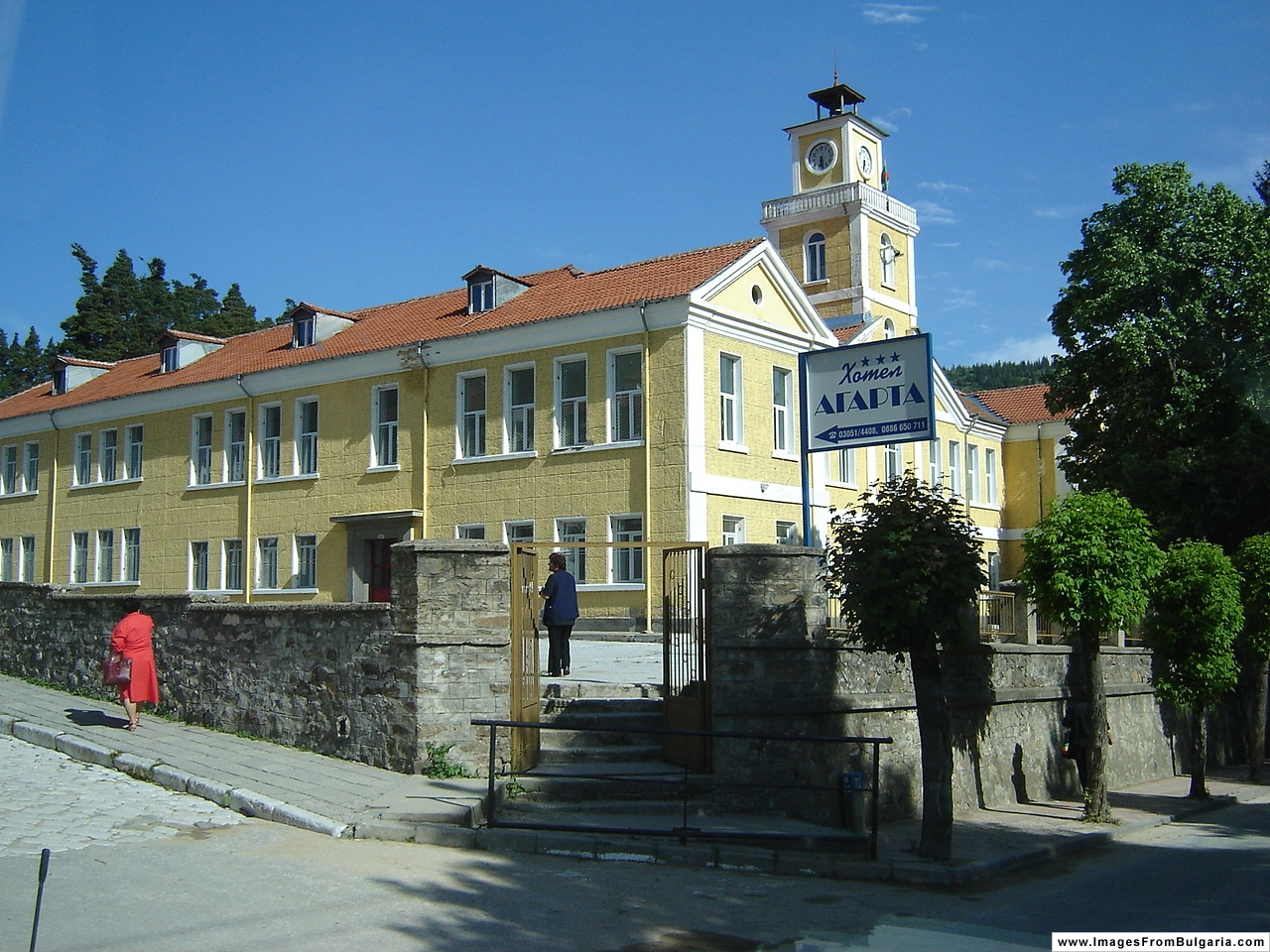
Şcoală în Chepelare

Cepelare (bulgară Чепеларе) este un oraș și stațiune de schi din sudul Bulgariei, parte a Regiunii Smolian. Este situat în partea centrală a Rodopilor, pe malurile Râului Cepelare.  Chepelare este o stațiune populară de iarnă cu una dintre cele mai lungi pârtii de schi din Europa de Sud-est. Este situată lângă Pamporovo, una dintre cele mai mari stațiuni din Bulgaria.

## Galerie

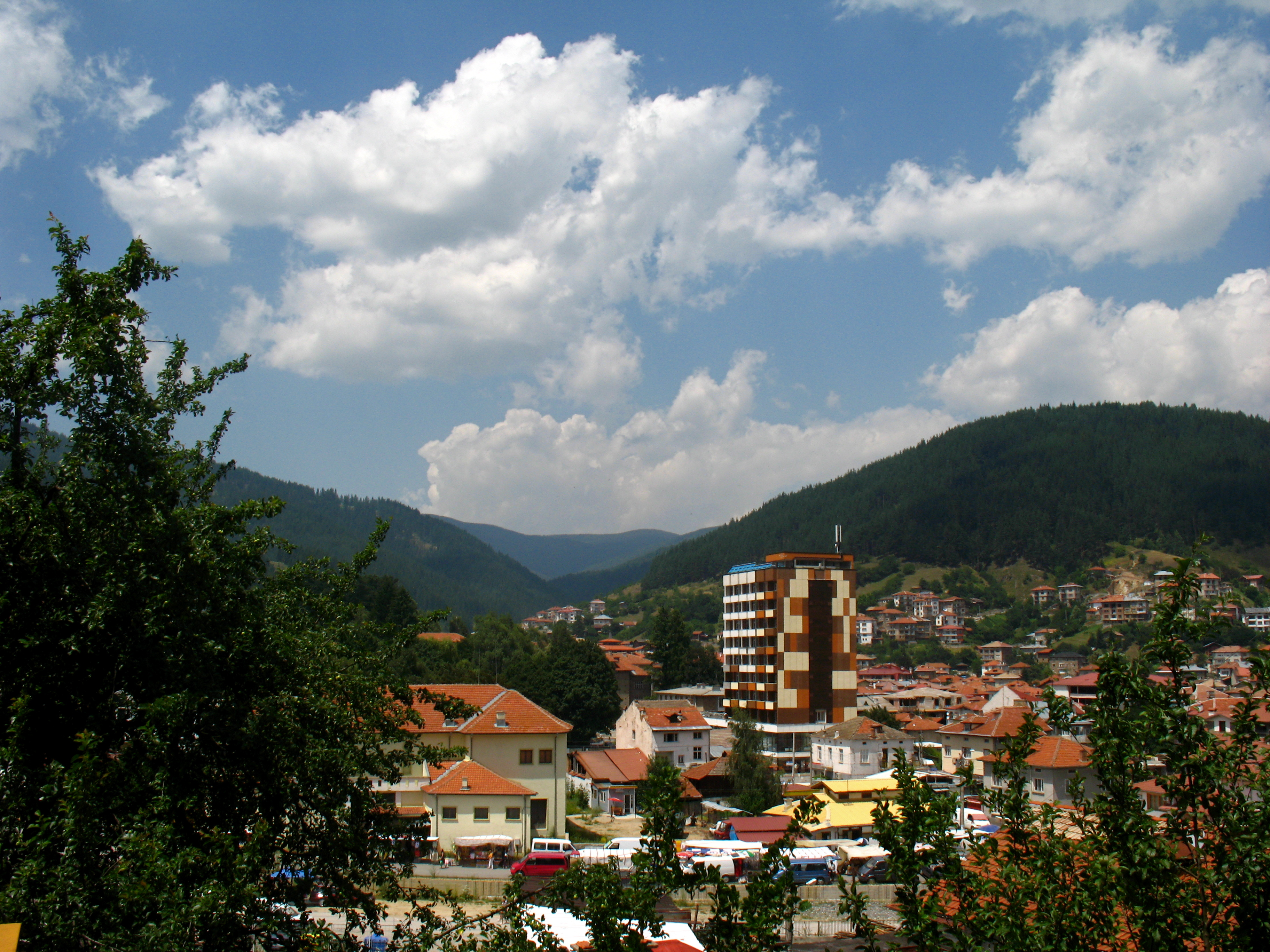
Cepelare
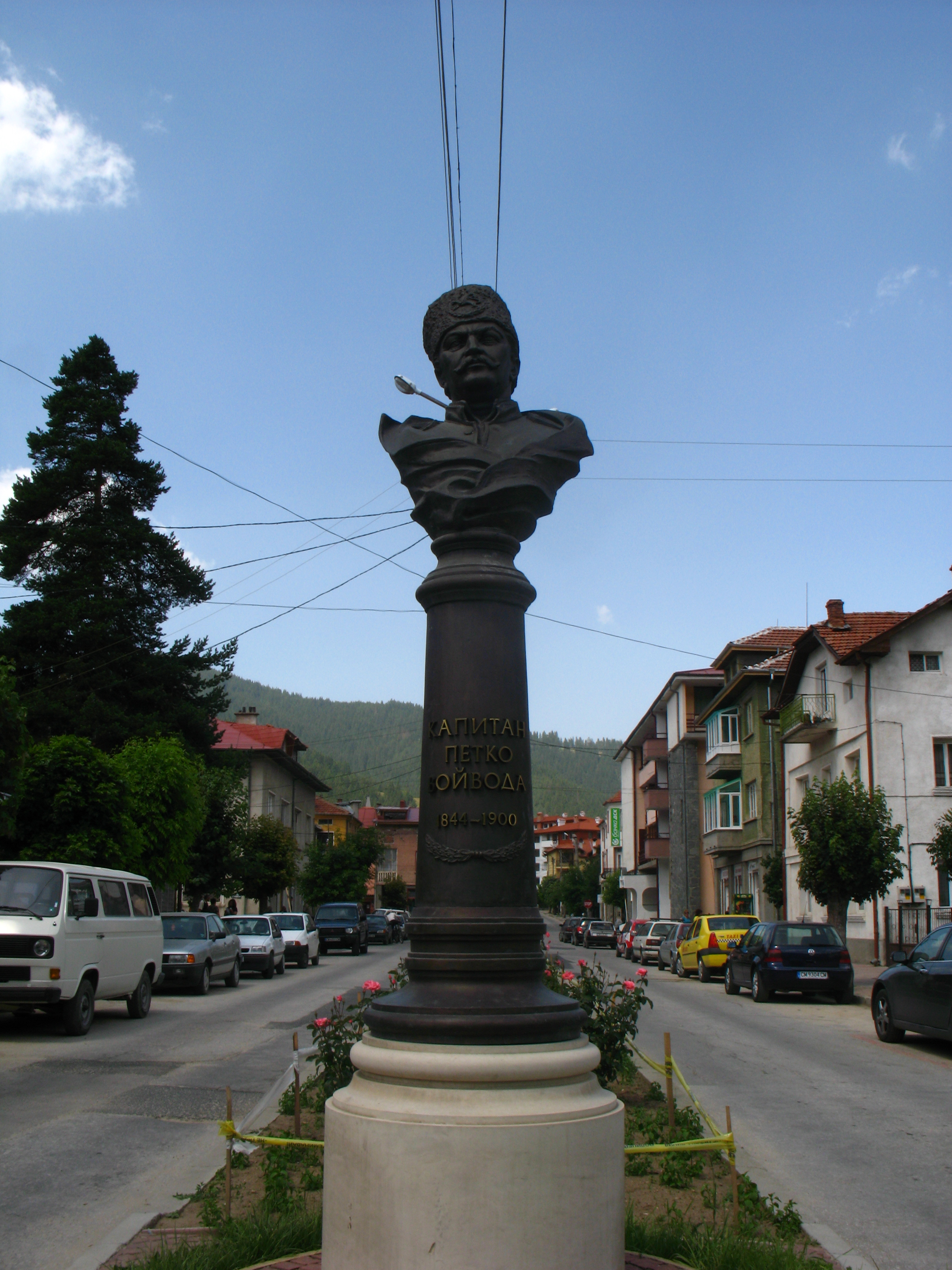
Monumentul Căpitanului Petko Voivoda
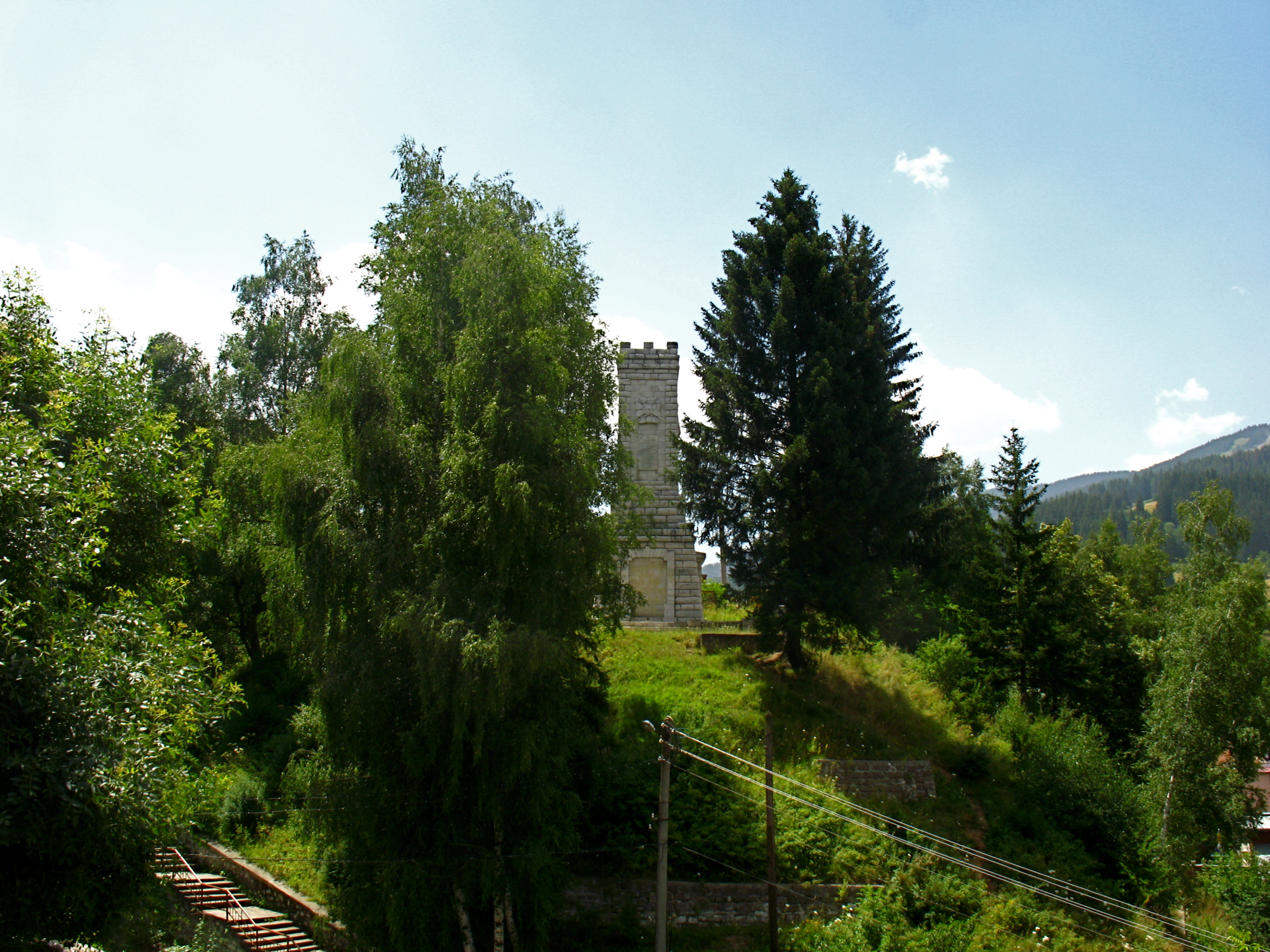
Monumentul

### Oficial
- Website de promovare turistică a stațiunii Cepelare: in engleză și bulgară
- Website al primăriei Cepelare: in engleză Arhivat în 9 ianuarie 2006, la Wayback Machine. și bulgară Arhivat în 25 februarie 2006, la Wayback Machine.

### Informaționale
- Information about Chepelare in English
- Short information about Chepelare in German Arhivat în 20 februarie 2006, la Wayback Machine.
- Article about Chepelare Arhivat în 22 septembrie 2020, la Wayback Machine.
- Information in English and Bulgarian Arhivat în 26 septembrie 2020, la Wayback Machine.
- One nice place in Chepelare in Bulgarian Arhivat în 11 ianuarie 2018, la Wayback Machine.
- Museum of the Rhodope Karst in Chepelare Arhivat în 9 aprilie 2016, la Wayback Machine.

### Geografice
- Location of Chepelare on MultiMap
- Chepelare downtown webcam
- Chepelare ski center webcams
- The actual weather forecast for Chepelare Arhivat în 4 februarie 2012, la Wayback Machine.
- Snow forecast for Chepelare

## Demografie
Componența etnică a orașului Cepelare
     Bulgari (77,95%)
     Nicio identificare (21,57%)
     Altele (0,46%)
La recensământul din 2011, populația orașului Cepelare era de 5.381 locuitori. Din punct de vedere etnic, majoritatea locuitorilor (77,95%) erau bulgari. Pentru 21,57% din locuitori nu este cunoscută apartenența etnică.